# 75e division d'infanterie (France)
Pour les articles homonymes, voir 75e division.
La 75e division d'infanterie est une division d'infanterie de l'Armée de terre française qui a participé aux premiers mois de la Première Guerre mondiale.

## Les chefs de la75edivision d'infanterie
- 2 août 1914 - 25 septembre 1914 : général Vimard[1]
- 25 septembre - 6 novembre 1914 : général Buisson d'Armandy[1]

## Composition
- 149e brigade d'infanterie d’août à novembre 1914[2] :
  - 240e régiment d’infanterie
  - 258e régiment d’infanterie
  - 42e régiment d’infanterie coloniale
- 150e brigade d'infanterie  d’août à novembre 1914[2] :
  - 255e régiment d’infanterie
  - 261e régiment d’infanterie
  - 44e régiment d’infanterie coloniale
- 2 escadrons du 9e régiment de chasseurs à cheval d’août à novembre 1914[2]
- 1 groupe de canons de 75 du 19e régiment d'artillerie de campagne d’août à novembre 1914[2]
- 43e et 44e batteries (canons de 75) du 38e régiment d'artillerie de campagne d’août à novembre 1914[2],[3]
- 1 groupe de canons de 65 du 2e régiment d'artillerie de montagne d’août à novembre 1914[2]
- Compagnie 15/12 du 7e régiment du génie d’août à novembre 1914[2]

## Historique
- À partir du 2 août 1914, la division est mobilisée dans la 15e région[4].

- 20 – 26 août : transport par voie ferrée dans la région de Dugny-sur-Meuse ; mouvement vers l'est, en direction d'Haudiomont, puis, à partir du 23 août, mouvement vers le nord-est, en direction d'Étain : combats de Saint-Maurice et de Gussainville[4].
- 26 août – 2 septembre : repli vers la région Thillot-sous-les-Côtes, Haudiomont, puis, le 1er septembre, mouvement vers le nord : combats au bois d'Ormont et à Flabas[4].
- 2 – 6 septembre : repli sur Douaumont et Fleury-devant-Douaumont, puis mouvement vers Heippes, par Haudiomont et Lacroix-sur-Meuse[4].
- 6 - 10 septembre : engagée dans la Bataille de Revigny (1re Bataille de la Marne : du 7 au 9 septembre, combats vers Souilly et Ippécourt[4].
- 10 - 23 septembre : mouvement vers la région de Pierrefitte-sur-Aire, puis, à partir du 13, vers celle de Thillot-sous-les-Côtes et Creuë : 20 et 21, combats vers Vigneulles-lès-Hattonchâtel et vers la tranchée de Calonne[4].
- 23 – 29 septembre : occupation de la rive gauche de la Meuse, vers Chauvoncourt et Dompcevrin : attaques allemandes sur Saint-Mihiel[4].
25 septembre : perte de Saint-Mihiel, puis combats dans cette région.
- 29 septembre – 2 novembre : stabilisation et occupation d'un secteur vers Chauvoncourt et Kœur-la-Grande : 9 octobre, attaque française sur Chauvoncourt et vers les Paroches[4].
- 2 novembre – 6 novembre : retrait du front dans la région de Pierrefitte[4].
- 6 novembre 1914 : Dissolution
La 149e brigade passe en réserve d'infanterie du 15e corps d'armée, la 150e brigade en réserve d'infanterie du 5e corps d'armée[2]. La 150e brigade est ensuite détachée aux ordres de la 9e division d'infanterie du 14 novembre 1914 au 17 janvier 1915[5]. Ces deux brigades, gardant leur composition d'origine, sont dissoutes en juin 1915[6],[7].

## Rattachements
- 2e armée[4]
16 – 18 septembre 1914
- 3e armée[4]
26 août – 15 septembre 1914
19 septembre – 6 novembre 1914
- Armée des Alpes[4]
2 – 16 août 1914
- Armée de Lorraine[4]
22 – 25 août 1914
- Intérieur[4]
17 – 21 août 1914